# PGC 1913008
LEDA/PGC 1913008 ist eine Spiralgalaxie im Sternbild Fische auf der Ekliptik. Sie ist schätzungsweise 884 Millionen Lichtjahre von der Milchstraße und hat einen Durchmesser von etwa 130.000 Lichtjahren.
Im selben Himmelsareal befinden sich unter anderem die Galaxien PGC 5085, PGC 1914108, PGC 1915377, PGC 1924446.